# 毛叶铁线蕨
毛叶铁线蕨（学名：Adiantum pubescens）为铁线蕨科铁线蕨属下的一个种。